# Numfor

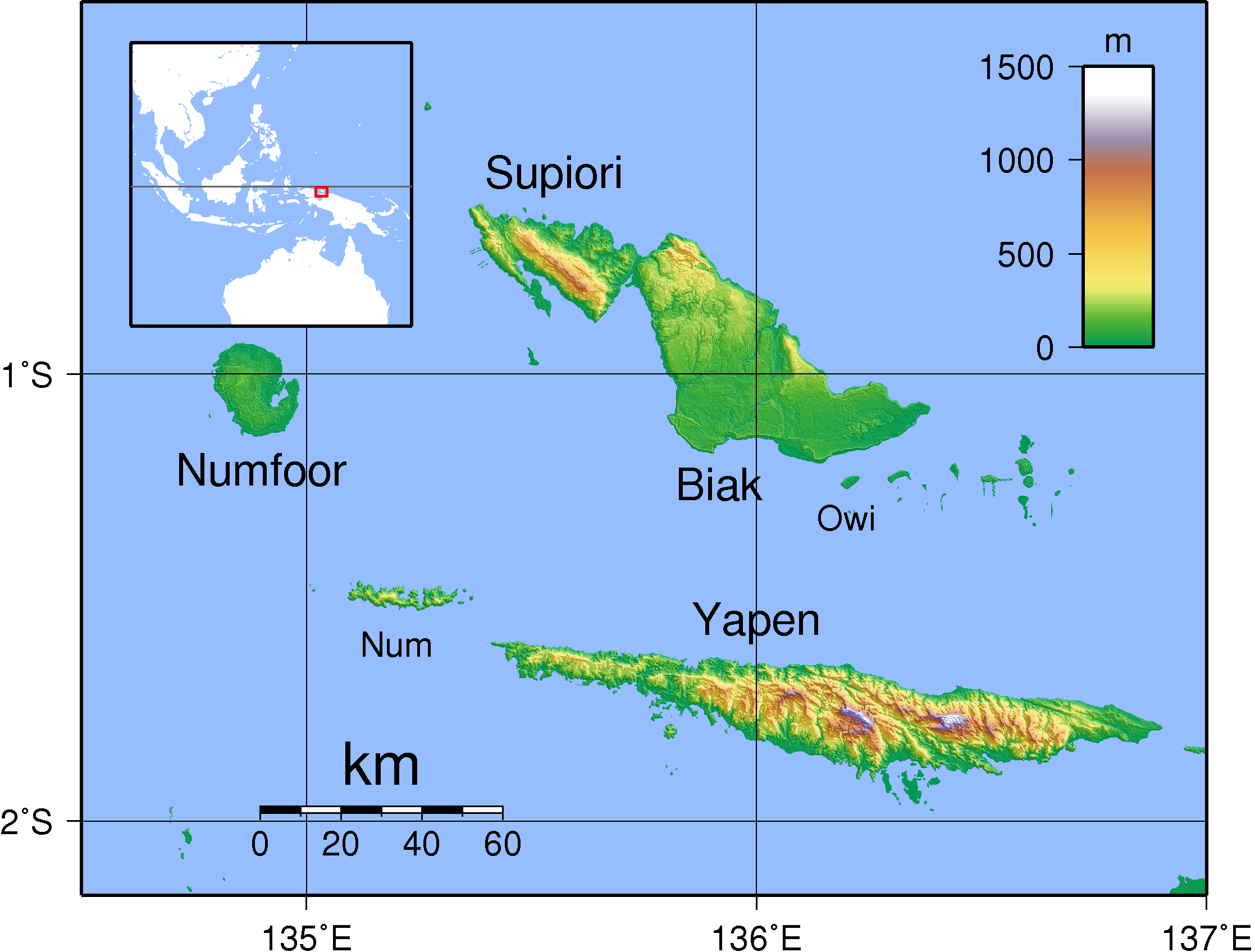
Numfor là một đảo thuộc quần đảo Schouten

Numfor (còn viết là Numfoor, Noemfoor, Noemfoer) là một đảo thuộc quần đảo Schouten (hay quần đảo Biak) thuộc tỉnh Papua, Indonesia.
Đây từng là địa điểm xung đột giữa Nhật Bản và quân Đồng Minh trong Chiến tranh thế giới thứ hai, và là một căn cứ không quân lớn của cả hai bên.

## Địa lý
Đảo nằm ở phía bắc của vịnh Cenderawasih rộng lớn (trước đây gọi là vịnh Geelvink) của đảo New Guinea. Đảo có hình bầu dục, diện tích 335 km². Đảo chủ yếu được bao quanh bởi các rạn san hô, ngoại trừ một số điểm trên bờ biển phía đông nam. Trên bờ biển phía đông nam còn có những vách đá thấp, dựng đứng. Hầu hết vùng nội địa có rừng bao phủ.
Đảo này thuộc quyền tài phán của huyện Biak Numfor của tỉnh Papua. Đảo có dân số 9.336 người trong cuộc điều tra dân số năm 2010, bao gồm 5 khu.

## Lịch sử
Người châu Âu đầu tiên nhìn thấy đảo là nhà hàng hải người Tây Ban Nha Álvaro de Saavedra vào ngày 24 tháng 6 năm 1528, khi ông đang cố gắng từ Tidore trở về Tân Tây Ban Nha. Một lần nhìn thấy khác sau đó được báo cáo vào năm 1545, bởi nhà hàng hải Tây Ban Nha Íñigo Ortiz de Retes trên thuyền buồm San Juan khi cũng đang cố gắng quay trở lại Tân Tây Ban Nha
Vương quốc Hồi giáo Tidore có quan hệ triều cống với đảo. Những người đi biển trong khu vực thường xuyên bày tỏ lòng kính trọng đối với quốc vương.

### Thế chiến II
Trong Chiến tranh thế giới thứ hai, Numfor bị quân đội Nhật Bản chiếm đóng vào tháng 12 năm 1943. Dân số bản địa vào thời điểm đó có khoảng 5.000 người, hầu hết sống theo lối sống tự cung tự cấp tại các làng ven biển.
Đảo này cũng là nơi tiếp nhận khoảng 1.100 lao động bị người Nhật đưa đến Numfor: 600 thành viên của đơn vị lao động phụ trợ người Đài Loan và 500 lao động cưỡng bức dân sự người Indonesia. Đây là những người sống sót trong số hơn 4.000 lao động bị quân Nhật đưa đến Numfor.
Người Nhật đã xây dựng ba sân bay trên đảo, biến nó thành một căn cứ không quân quan trọng.
- Sân bay Kornasoren/Sân bay Yebrurro, nằm về phía cực bắc của đảo
- Sân bay Kameri, ở rìa phía tây bắc của đảo
- Sân bay Namber, trên bờ biển phía tây của đảo.

Máy bay Hoa Kỳ và Úc bắt đầu ném bom đảo từ tháng 4 năm 1944.
Các đơn vị Đồng minh đổ bộ lên đảo, từ ngày 2 tháng 7 năm 1944. Đảo chính thức được tuyên bố là an toàn vào ngày 7 tháng 7. Tuy nhiên, phải đến ngày 31 tháng 8 mọi cuộc giao tranh mới chấm dứt.
Đến ngày 31 tháng 8, quân Đồng minh thiệt hại 66 người chết hoặc mất tích và 343 người bị thương. Trận đánh đã giết chết khoảng 1.714 người Nhật và bắt giữ 186 tù nhân.